# Carmelinda Pereira
Carmelinda Maria dos Santos Pereira (Torres Novas, Assentiz, 7 de agosto de 1948) é uma professora aposentada e política portuguesa.

## Biografia
Nasceu na freguesia de Assentiz, mais velha de cinco irmãos de uma família de poucos meios econômicos. Quando tinha 13 anos, para que ela e os irmãos fossem capazes de prosseguir os estudos, a família mudou-se para a sede do município de Torres Novas.
Concluiu o Curso do Magistério Primário, frequentou o Instituto Superior de Psicologia Aplicada e obteve o Curso de Qualificação em Comunicação Educacional e Gestão de Informação, pelo Instituto Politécnico de Lisboa (1999-2001). Iniciou a sua vida profissional em Santarém, passando depois para o Colégio da Cidadela, em Cascais. Foi também professora na SIMECQ (Cruz Quebrada), EB1 do Bonabal (Torres Vedras) e EB1 do Casalinho da Ajuda (Lisboa).
Militante do Partido Socialista em 1974, foi deputada à Assembleia Constituinte, entre 1975 e 1976, e à Assembleia da República, entre 1976 e 1979.
Em 1977, em rutura com a Comissão Política de Mário Soares, furou a disciplina de voto imposta no âmbito da votação do Orçamento de Estado do primeiro governo de Mário Soares e votou contra, juntamente com Aires Rodrigues, tendo sido expulsa do PS e passado à condição de deputada independente. Regressou ao ensino e participou da fundação do Partido Operário de Unidade Socialista (POUS), de inspiração trotskista lambertista, junto com Aires Rodrigues, Joaquim Pagarete, Carlos Araújo Melo e outros militantes socialistas.
Foi diretora e coordenadora da biblioteca da Escola EB1 de Algés, onde levou a cabo práticas de organização democrática, em cooperação com a Associação Yehudi Menuhin. Aposentou-se, em outubro de 2006, como professora da Escola EB1 Amélia Vieira Luís, na Outurela, Carnaxide, concelho de Oeiras.
Foi pré-candidata às eleições presidenciais de 1986 e de 2006, tendo sido excluída por não apresentar o número mínimo de assinaturas. Foi cabeça-de-lista do POUS às eleições parlamentares europeias de 2009, na qual o partido defendeu a rutura com a União Europeia, os seus tratados e instituições.